# Matilde di Germania
Matilde di Germania, chiamata anche Matilde di Sassonia, (estate 979 – Echtz, 4 novembre 1025) fu la terza figlia dell'Imperatore Romano Ottone II e della moglie, l'imperatrice Teofano.

## Biografia
Poco dopo la sua nascita, Matilda fu mandata nell'abbazia di Essen per essere educata, abbazia avente come badessa Matilde, una sua cugina più anziana. Si presumeva che Matilde sarebbe rimasta nell'abbazia e sarebbe diventata una badessa come le sue sorelle maggiori Adelaide I, badessa di Quedlinburg e Sofia I, badessa di Gandersheim. Tuttavia  Matilde visse una vita diversa dalle sue due sorelle, dovendo sposare Azzo, conte palatino di Lotaringia. Secondo lo storico Tietmaro di Merseburgo, il fratello di Matilde, Ottone III, non gradì inizialmente l'idea del matrimonio. La famiglia fece grandi doni alla coppia per garantire un livello di vita adeguato. L'imperatrice Teofano acconsentì al matrimonio. Azzo portò quindi Matilda fuori dall'abbazia dove aveva vissuto. La badessa Matilde si oppose invano al matrimonio. Abbellimenti romantici successivi affermarono addirittura che Azzo era stato segretamente innamorato segretamente della giovane Matilde. Azzo prese Matilde dall'abbazia per sposarla.
La madre di Matilde, Teofano, acconsentì fin da subito il matrimonio, ma la cugina e badessa Matilde, non era d'accordo con questo. Senza il consenso della madre di Matilde, il matrimonio non potrebbe avvenire con certezza, ma ciò avvenne probabilmente perché aiutò a cementare il potere di Ottone III. La famiglia aveva vaste terre nel Basso Reno e nella Mosella. La madre di Azzo apparteneva alla dinastia dei duchi di Svevia e così Azzo rivendicò queste terre. Matilde li ricevette dai possedimenti ottoniani e li diede a suo marito.

## Matrimonio e figli
Azzo e Matilda si erano sposati per amore e il loro matrimonio fu molto felice. Essi ebbero dieci figli:
- Liudolfo (1000 circa–10 aprile 1031), conte di Zutphen;
- Ottone I († 1047), conte palatino di Lotaringia e successivamente duca di Svevia come Ottone II;
- Ermanno II (995-1056), arcivescovo di Colonia;
- Teofano († 1056), badessa di Essen e Gerresheim;
- Richeza († 21 marzo 1063), sposò Miecislao II di Polonia e divenne regina di Polonia, poi proclamata santa;
- Adelaide († 1030), badessa di Nijvel (Nivelles);
- Heylwig, badessa di Neuss;
- Matilde, badessa di Dietkirchen e Vilich;
- Sofia, badessa di Santa Maria, Magonza;
- Ida (deceduta nel 1060), badessa di Colonia e di Gandersheim (fondata nell'852 dal suo antenato Liudolfo).

Apparentemente Matilde morì inaspettatamente durante una visita al fratello di Azzo, Ermanno, mentre Azzo era ad Aquisgrana in un incontro con la nobiltà di Lorena. Matilda fu sepolta nell'abbazia di Brauweiler.

## Ascendenza
|                      |   |                        | Genitori                |  |  | Nonni |  |  | Bisnonni             |  |  | Trisnonni         |  |
|                      |   |                        |                         |  |  |       |  |  | Enrico l'Uccellatore |  |  | Ottone l'Illustre |  |
|                      |   |                        |                         |  |  |       |  |  | Enrico l'Uccellatore |  |  | Ottone l'Illustre |  |
|                      |   | Edvige di Babenberg    |                         |  |  |       |  |  | Enrico l'Uccellatore |  |  |                   |  |
| Ottone I             |   |                        |                         |  |  |       |  |  | Enrico l'Uccellatore |  |  |                   |  |
|                      |   | Matilde di Ringelheim  | Teodorico di Ringelheim |  |  |       |  |  |                      |  |  |                   |  |
|                      |   | Matilde di Ringelheim  | Teodorico di Ringelheim |  |  |       |  |  |                      |  |  |                   |  |
|                      |   | Matilde di Ringelheim  | Rainilde di Frisia      |  |  |       |  |  |                      |  |  |                   |  |
| Ottone II            |   | Matilde di Ringelheim  |                         |  |  |       |  |  |                      |  |  |                   |  |
|                      |   | Rodolfo II di Borgogna | Rodolfo I di Borgogna   |  |  |       |  |  |                      |  |  |                   |  |
|                      |   | Rodolfo II di Borgogna | Rodolfo I di Borgogna   |  |  |       |  |  |                      |  |  |                   |  |
|                      |   | Rodolfo II di Borgogna | Willa di Provenza       |  |  |       |  |  |                      |  |  |                   |  |
| Adelaide di Borgogna |   | Rodolfo II di Borgogna |                         |  |  |       |  |  |                      |  |  |                   |  |
|                      |   | Berta di Svevia        | Burcardo II di Svevia   |  |  |       |  |  |                      |  |  |                   |  |
|                      |   | Berta di Svevia        | Burcardo II di Svevia   |  |  |       |  |  |                      |  |  |                   |  |
|                      |   | Berta di Svevia        | Regelinda               |  |  |       |  |  |                      |  |  |                   |  |
| Matilde di Germania  |   | Berta di Svevia        |                         |  |  |       |  |  |                      |  |  |                   |  |
|                      | - | -                      |                         |  |  |       |  |  |                      |  |  |                   |  |
|                      | - | -                      |                         |  |  |       |  |  |                      |  |  |                   |  |
|                      | - | -                      |                         |  |  |       |  |  |                      |  |  |                   |  |
| Costantino Skleros   | - |                        |                         |  |  |       |  |  |                      |  |  |                   |  |
|                      |   | -                      | -                       |  |  |       |  |  |                      |  |  |                   |  |
|                      |   | -                      | -                       |  |  |       |  |  |                      |  |  |                   |  |
|                      |   | -                      | -                       |  |  |       |  |  |                      |  |  |                   |  |
| Teofano              |   | -                      |                         |  |  |       |  |  |                      |  |  |                   |  |
|                      |   | Leone II Foca          | Barda Foca il Vecchio   |  |  |       |  |  |                      |  |  |                   |  |
|                      |   | Leone II Foca          | Barda Foca il Vecchio   |  |  |       |  |  |                      |  |  |                   |  |
|                      |   | Leone II Foca          | -                       |  |  |       |  |  |                      |  |  |                   |  |
| Sofia Foca           |   | Leone II Foca          |                         |  |  |       |  |  |                      |  |  |                   |  |
|                      |   | -                      | -                       |  |  |       |  |  |                      |  |  |                   |  |
|                      |   | -                      | -                       |  |  |       |  |  |                      |  |  |                   |  |
|                      |   | -                      | -                       |  |  |       |  |  |                      |  |  |                   |  |
|                      |   | -                      |                         |  |  |       |  |  |                      |  |  |                   |  |